# آوریل ۲۰۱۰
آوریل ۲۰۱۰ یکی از ماه‌های ۲۰۱۰ (میلادی) است.

## ۱ آوریل ۲۰۱۰
- بزرگ‌ترین شرکت هند خرید نفت از ایران را متوقف کرد

بزرگ‌ترین شرکت هندی واردکننده نفت خام از ایران اعلام کرده که قرارداد خرید نفت از ایران را تمدید نمی‌کند. شرکت ریلاینس در خلال یک سال گذشته به سرعت از میزان خرید نفت خام از ایران کاسته و در دو ماه گذشته نفتی از این کشور وارد نکرده‌است. صنایع ریلاینس، بزرگترین شرکت خصوصی هند و مالک پالایشگاه جام‌نگر، بزرگ‌ترین پالایشگاه نفتی جهان است و هر روزه حدود یک میلیون و ۲۴۰ هزار بشکه انواع نفت خام را تصفیه می‌کند. این شرکت در سال ۲۰۰۹ میلادی، به طور متوسط روزانه نود هزار بشکه نفت خام از ایران خریداری می‌کرد. بی‌بی‌سی فارسی، دویچه وله فارسی، رادیو فردا
- محرومیت دختران فوتبال ایران از بازی با حجاب اسلامی

فیفا در نامه‌ای به فدراسیون فوتبال ایران به طور رسمی اعلام کرد که تیم ملی فوتبال دختران زیر ۱۵ سال ایران با حجاب اسلامی حق بازی در المپیک نوجوانان ۲۰۱۰ سنگاپور را ندارد. رادیو فردا

## ۲ آوریل ۲۰۱۰
- حکیم: مجلس اعلا در دولت بدون علاوی شرکت نمی‌کند

عمار حکیم، رهبر مجلس اعلای اسلامی عراق می‌گوید در دولتی که ائتلاف عراقیه به رهبری ایاد علاوی در آن حضور نداشته باشد، شرکت نخواهد کرد.پشتیبانی مجلس اعلای اسلامی عراق که یک جناح قدرتمند شیعه عراقی است، از ائتلاف عراقیه موجب تقویت موضع این ائتلاف خواهد شد که در انتخابات پارلمانی ۷ مارس، با اختلاف کمی بر ائتلاف حکومت قانون به رهبری نوری المالکی پیروز شد.بی‌بی‌سی فارسی

## ۳ آوریل ۲۰۱۰
- تغییر برای مصر ،آغاز مبارزات انتخاباتی البرادعی

محمد البرادعی مدیرکل سابق آژانس بین المللی انرژی اتمی نخستین مرحله از فعالیت‌های انتخاباتی خود را تحت عنوان تغییر در شهر المنصور مرکز استان الدقهلیه واقع در مرکز دلتای مصر آغاز کرد ، عزم خود را برای رویارویی سیاسی با حسنی مبارک رییس جمهور این کشور یا یکی از نزدیکان وی نشان داد.العالم
- مقررات تازه برای مسافران عازم آمریکا

دولت ایالات متحده روز جمعه با اعلام روش تازه بازرسی مسافران عازم این کشور خبر داد که از این پس افراد بر اساس ملیت‌شان برای بازرسی امنیتی در فرودگاه‌ها انتخاب نخواهند شد.روش تازه بازرسی افراد عازم آمریکا در فرودگاه‌ها جایگزین روشی می‌شود که پس از دستگیری تروریست نیجریایی در کریسمس سال جاری در شهر دیترویت آمریکا اتخاذ شد.بر اساس روش پیشین، افرادی که ملیت ۱۴ کشور مشخص را داشتند هنگام سفر به آمریکا کنار کشیده شده و به طور خاص مورد بازرسی امنیتی قرار می‌گرفتند. این کشورها عبارت بودند از ایران، افغانستان، الجزایر، کوبا، عراق، لبنان، لیبی، نیجریه، پاکستان، عربستان، سومالی، سودان، سوریه و یمن.در مقابل بر اساس روش تازه هر فردی که عازم آمریکاست تنها در صورتی مورد بازرسی بیشتر قرار خواهد گرفت که مشخصاتش با مشخصات «یکی از تروریست‌های بالقوه» که در اختیار مقامات اطلاعاتی آمریکاست همخوان و نزدیک باشد.رادیو فردا
- نیروهای آلمانی به اشتباه پنج سرباز افغان را کشتند

نیروهای آلمانی در افغانستان می‌گویند در جریان درگیری با شورشیان طالبان در شمال افغانستان، پنج سرباز افغان را به اشتباه کشته‌اند.سربازان آلمانی که بخشی از نیروهای ناتو در افغانستان (آیساف) را تشکیل می‌دهند می‌گویند شب گذشته هنگامی که سرنشینان دو خودروی غیرنظامی که به آنان نزدیک می‌شد دستور ایست را نادیده گرفتند، آنها دست به تیراندازی به سوی خودروها زدند.بی‌بی‌سی فارسی
- رضا کرم‌رضایی درگذشت

رضا کرم‌رضایی بازیگر قدیمی سینما و تئاتر ایران صبح امروز شنبه ۱۴ فروردین ماه بر اثر ایست قلبی در بیمارستان مهر تهران از دنیا رفت. این بازیگر که از ۲۵ روز پیش به دلیل عفونت ریه در بیمارستان بستری شده بود، حدود ساعت ۱۰ صبح در سن ۷۳ سالگی درگذشت.خبر آن لاین
- ۲۵ نفر در جنوب بغداد به ضرب گلوله کشته شدند

مقام‌های امنیتی در عراق می‌گویند مردان مسلحی که یونیفورم‌های ارتشی به تن داشتند، دست کم بیست و پنج نفر را در دهکده‌ای در حاشیه جنوبی بغداد به قتل رساندند.به گفته این مقام‌ها، مهاجمین در سحرگاه روز شنبه وارد چند خانه در روستای صوفیه شدند و بیست مرد و پنج زن را به ضرب گلوله کشتند.بی‌بی‌سی فارسی

## ۴ آوریل ۲۰۱۰
- ده‌ها نفر در انفجارهای مقابل سفارتخانه‌های آلمان، ایران و مصر  در بغداد کشته شدند

سه انفجار قوی به فاصله کمی از یکدیگر شهر بغداد را به لرزه درآورد که دو انفجار آن مقابل سفارتخانه‌های ایران و مصر رخ داده‌است. یک مقام وزارت کشور عراق اعلام کرد که در جریان این انفجارها، دست کم ۳۵ نفر کشته و ۲۰۰ نفر نیز زخمی شده‌اند. این گزارش می‌افزاید: دو انفجار به طور همزمان در منطقه المنصور بغداد و در ساعت ۱۱ و ۲۰ دقیقه صبح اتفاق افتاد که محل استقرار چندین سفارتخانه خارجی است. این انفجارها مقابل سفارتخانه‌های مصر و آلمان بود و انفجار سوم به فاصله کمی مقابل سفارت جمهوری اسلامی ایران رخ داد. بر اساس گزارش‌های منتشره، مواد منفجره در سه خودرو جاسازی شده بود که توسط افراد انتحاری منفجر شد. نیروهای امنیتی نفر چهارم را که قصد داشت مواد انفجاری کار گذاشته در لباس خود را منفجر کند با گلوله از پای درآوردند. رادیو فردا، دویچه وله فارسی
- آی‌پد در ایالات متحده وارد بازار شد

عرضه لوح‌رایانه آی‌پد که تازه‌ترین محصول شرکت اپل است، از روز شنبه در آمریکا آغاز شد. فروش آی‌پد پس از هفته‌ها انتظار آغاز شد و هنگامی که فروشگاه بزرگ اپل در نیویورک درهای خود را باز کرد، پانصد نفر که بعضی از آن‌ها شب را در صف خوابیده بودند، منتظر ورود به آن بودند. بی‌بی‌سی فارسی
- دعوت توکلی از احمدی نژاد به مناظره

احمد توکلی، رئیس مرکز پژوهش‌های مجلس و دکترای اقتصاد از احمدی نژاد  برای بحث در مورد قانون هدفمند کردن یارانه‌ها دعوت به مناظره کرد. وی اشاره داشت که قانون هدفمند کردن یارانه‌ها به مثابه متمم بودجه‌است و طبق نظر تفسیری شورای نگهبان نمایندگان نمی‌توانند برای اصلاح آن طرح ارایه کنند. چندی پیش در پی سخنان رئیس جمهوری در برنامه زنده تلویزیونی درباره طرح هدفمند کردن یارانه‌ها احمد توکلی به همراه  غلامرضا مصباحی مقدم و الیاس نادران با صدور بیانیه‌ای در واکنش به سخنان احمدی نزاد درباره اجرای این طرح، برای مناظره با وی پیرامون منافع ملی و مصلحت مردم و اقتصاد کشور اعلام آمادگی کرده بودند. توکلی عنوان داشت رئیس جمهور با توجه به قسم و سوگندی که یاد کرده، باید قانون را اجرا کند و چنانچه نمی‌تواند یک قانون را در کشور اجرایی کند، باید تقاضای لغو آن را به مجلس ارائه کند. وی همچنین با اشاره به تقاضای رفراندوم توسط احمدی نژاد گفت: کشور حساب و کتاب و قانون دارد و چنانچه بنا باشد رفراندوم در رابطه با موضوعی در کشور اجرا شود، باید دو سوم مجموع نمایندگان یعنی ۱۹۴ نفر با موضوع رفراندوم موافق باشند و رهبری هم با این موضوع موافقت کنند. فرارو، الف، آفتاب، کلمه

## ۵ آوریل ۲۰۱۰
- صندوق بین‌المللی پول: تورم هدفمندکردن، ۳۲ درصد

صندوق بین‌المللی پول در آخرین گزارش خود درباره هدفمندکردن یارانه‌ها در ایران، نرخ تورم ناشی از هدفمندکردن حتی با فرض افزایش تدریجی قیمت حامل‌های انرژی را ۳۲ درصد پیش بینی کرده‌است.
صندوق بین المللی پول اعلام کرد نرخ تورم در سال ۱۳۸۹ حتی با فرض افزایش تدریجی قیمت انرژی سه برابر خواهد شد و از حدود ۹ درصد به ۳۲ درصد خواهد رسید. این در حالیست که معلوم نیست میزان جهش تورمی در صورت افزایش یکباره قیمت‌های انرژی چقدر خواهد بود. مقامات صندوق، این گزارش را پس از ملاقات با مقام‌های اقتصادی دولت شامل وزیر اقتصاد، رییس بانک مرکزی، مقامات ارشد مالی دولت و شنیدن ارزیابی‌های آنان منتشر کرده‌اند الف
- بیشتر هواپیماهای ایران ایر اجازه پرواز به اروپا را ندارند

کمیسیون اروپا بیش از نیمی از هواپیماهای متعلق به شرکت هواپیمایی ایران ایر را در لیست سیاه خود قرار داد. این کمیسیون ۳۴ فروند از هواپیماهای متعلق به شرکت هواپیمایی ایران ایر را به دلیل نداشتن استاندارهای بین‌اللمللی در لیست سیاه خود گذاشت که این تعداد هواپیما بیش از نیمی از ناوگان ۶۷ فروندی ایران‌ایر را شامل می‌شود. رادیو فردا
- کنسولگری آمریکا در پیشاور پاکستان هدف حمله مسلحانه قرار گرفت

کنسولگری آمریکا در پیشاور هدف حمله افراد مسلح قرار گرفته و انفجار در یک گردهمایی حزبی در ایالت سرحد شمال غرب تلفاتی داده‌است.روز دوشنبه، ۵ آوریل صدای انفجارهایی از محل کنسولگری سفارت آمریکا در شهر پیشاور، مرکز ایالت سرحد شمال غرب پاکستان، به گوش رسید و به گفته منابع سفارت ایالات متحده، ساختمان کنسولگری هدف حمله افراد مسلح قرار گرفته‌است. بی‌بی‌سی فارسی

## ۶ آوریل ۲۰۱۰
- نادران: رحیمی در صدر حلقه فساد خیابان فاطمی است

الیاس نادران، نماینده اصولگرای مجلس ایران، می‌گوید که محمدرضا رحیمی، معاون اول محمود احمدی‌نژاد در رأس یک حلقه فساد اقتصادی قرار دارد. نادران سه‌شنبه ۱۷ فروردین در حاشیه جلسه علنی مجلس گفت: محمدرضا رحیمی رئیس حلقه خیابان فاطمی است که در مورد منابع فاسد و توزیع آنها تصمیم‌گیری می‌کرد و تقریباً تمام اعضای این حلقه به جز وی دستگیر شده‌اند و این که کسی را به دلیل مسئولیت اجرایی مستثنی کنند، نه عادلانه‌است و نه اقدام درستی است. حلقه فاطمی اصطلاحی است که آقای نادران برای اشاره به دستگیری گروهی از متهمان به فساد اقتصادی به کار برده که خبر شناسایی و برخورد با آن‌ها در هفته‌های اخیر منتشر شده‌است. بی‌بی‌سی فارسی ،رادیو فردا، الف ،تابناک
- ورود معترضان به محوطه سفارت ایران در هلند

جمعی از مخالفان دولت ایران وارد محوطه بیرونی ساختمان سفارت این کشور در هلند شدند و پرچم جمهوری اسلامی را پایین کشیدند.ویدئو کوتاهی از این اقدام در سایت یوتیوب منتشر شده‌است که نشان می‌دهد مخالفان با ورود به محوطه بیرونی ساختمان سفارت ایران، بر سردر ورودی آن مستقر می‌شوند و همراه با برافراشتن پلاکاردی که روی آن نوشته شده «آزادی» شعارهایی سر می‌دهند.پلیس هلند و سفارت ایران در این کشور توضیحی پیرامون ملیت و اهداف حمله کنندگان نداده‌اند.بی‌بی‌سی فارسی

## ۷ آوریل ۲۰۱۰
- در تظاهرات مخالفان در قرقیزستان ۱۷ نفر کشته شدند

مقامات دولت قرقیزستان می‌گویند در ادامه درگیری ماموران امنیتی و تظاهرکنندگان مخالف دولت، دست کم ۱۷ نفر از جمله وزیر کشور قرقیزستان کشته و بیش از ۱۴۰ نفر مجروح شده‌اند.در همین حال گزارش شده که رهبران مخالفان که بازداشت شده بودند، آزاد شده‌اند.آزادی رهبران مخالفان یکی از تقاضاهای تظاهرکنندگان مخالف دولت بود. پیشتر یکی از رهبران مخالفان که آزاد شده بود، خواستار پایان تیراندازی به سوی تظاهرکنندگان شده و گفته بود هنگامی که تمام رهبران مخالفان آزاد شدند در باره چگونگی کمک به برقراری نظم تصمیم خواهند گرفت.در شهر تلاس، تظاهرکنندگان دو وزیر کابینه از جمله وزیر کشور را که به شدت هدف ضرب و جرح قرار گرفته بود گروگان گرفتند.تظاهرکنندگان که از افزایش قیمت برق شکایت دارند، قربان بیک علی یف، رئیس جمهوری را متهم به کوتاهی در مقابله با فساد کرده‌اند.بی‌بی‌سی فارسی ،پرس تی‌وی
- دولت قرقیزستان برای مقابله با معترضان وضعیت فوق العاده برقرار کرد

تظاهرات ضد دولتی در قرقیزستان به خشونت کشیده شده و تعدادی کشته برجای گذاشته و دولت در این کشور وضعیت فوق العاده اعلام کرده‌است.روز چهارشنبه ، (۷ آوریل) در حالیکه دهها هزار تن از اهالی بیشکک، پایتخت قرقیزستان، در اعتراض به سیاست‌های دولت قربان بیک باقی یف، رئیس جمهوری، دست به تظاهرات زده و به منظور تصرف ساختمان محل دفتر ریاست جمهوری، به سوی این محل راهپیمایی می‌کردند، دولت قرقیزستان در این کشور وضعیت فوق العاده برقرار کرد.ماموران پلیس برای متفرق کردن تظاهرکنندگان از گاز اشک آور و نارنجک بیحس کننده موقت استفاده کرده‌اند و برخی گزارش‌ها از تیراندازی به سوی مردم معترض حکایت دارد.براساس بعضی گزارش‌ها، دست کم چهار نفر در اثر اصابت گلوله ماموران کشته و تعدادی زخمی شده‌اند اما امکان تایید مستقل این گزارش‌ها وجود نداشته‌است.بی‌بی‌سی فارسی
- محمود بنفشه‌خواه درگذشت

محمود بنفشه‌خواه، بازیگر سینما، تئاتر و تلویزیون، در نخستین ساعات چهارشنبه ۱۸ فروردین‌ماه درگذشت.به گزارش ایسنا، این بازیگر که مدتی بود از بیماری رنج می‌برد، ساعت ۴ صبح امروز به دلیل ایست قلبی در منزلش درگذشت. مراسم تشییع این هنرمند ساعت ۹:۳۰ صبح روز شنبه ۲۱ فروردین‌ماه از مقابل خانه سینما برگزار می‌شود.خبر آن لاین

## ۸ آوریل ۲۰۱۰
- مدودف: متأسفانه ایران به پیشنهادات بسیار سازنده پاسخ نداد

رییس جمهور روسیه گفت تأسف‌آور است که ایران به پیشنهادات بسیار سازنده جامعه بین‌المللی پاسخ نداد و ما نمی‌توانیم چشمانمان را بر روی این امر ببندیم.به گزارش خبرآنلاین به نقل از آسوشیتدپرس، دیمیتری مدودف پس از امضای قرار داد جدید تسلیحات هسته‌ای در پراگ گفت: احتمالا شورای امنیت سازمان ملل مجبور خواهد شد تا به موضوع رسیدگی کند.به گزارش خبرگزاری ریانووستی مدودف در کنفرانس خبری مشترک با اوباما، افزود ندرتا تحریم‌ها به نتیجه‌ای می‌رسند، گرچه آن‌ها گاهی اجتناب‌ناپذیرند.خبر آن لاین
- ناآرامی‌های قرقیزستان:دولت سقوط کرد ،رئیس جمهوری متواری و پارلمان منحل شد

بامداد روز پنجشنبه، ۸ آوریل، سخنگویان رهبران مخالف دولت قربان بیک باقی یف، رئیس جمهوری قرقیزستان، اعلام کردند که وفاداری نیروهای مسلح را کسب کرده و با تسلط بر مراکز اصلی دولتی در بیشکک، پایتخت، یک دولت انتقالی را برای اداره امور این کشور تشکیل داده‌اند.رزا اوتونبایوا، رهبر مخالفان قرقیزستان، می‌گوید مخالفان قدرت را در این کشور به دست گرفته‌اند، این در حالی است که حوادث روز چهارشنبه باعث شد تا قربان بیک باقی یف، رییس جمهوری قرقیزستان از بیشکک، به اوش دومین شهر بزرگ این کشور پایتخت فرار کند.خانم اوتونبایوا در گفت وگوی تلفنی با خبرگزاری رویترز تصریح کرد:هم اکنون ما یک دولت موقت داریم و من رییس آن هستم.»وی همچنین از انحلال پارلمان خبر داد.بی‌بی‌سی فارسی ،رادیو فردا ،پرس تی.وی ،خبر آن لاین+گزارش تصویری

## ۹ آوریل ۲۰۱۰
- نخستین دستگاه الکترونیکی مجهز به ممریستور ساخته شد

شرکت هیولت پاکارد دستگاهی را آزمایش کرده که برای نخستین بار از ممریستور به جای ترانزیستور برای پردازش و ذخیره‌سازی اطلاعات استفاده می‌کند. تئوری ساخت و استفاده از ممریستورها، که حلقه گمشده صنعت الکترونیک نیز نامیده می‌شوند، در سال ۱۹۷۱ میلادی ارائه شده بود، اما نخستین نمونه آنها تا سال ۲۰۰۸ میلادی ساخته نشد. ممریستورها امکان ذخیره‌سازی اطلاعات و پردازش اطلاعات را در یک واحد سخت‌افزاری ممکن می‌سازند. بی‌بی‌سی
- نسل جدید سانتریفوژهای هسته‌ای ایران رونمایی شد

ایران نمونه‌ای از نسل سوم سانتریفیوژهای غنی‌سازی اروانیوم را روز جمعه ۲۰ فروردین ۱۳۸۹ در مراسمی با عنوان «چهارمین جشن ملی هسته‌ای» رونمایی کرد. در این مراسم نمونه‌ای از سوخت مجازی رآکتور تهران نیز به نمایش درآمد. دراین مراسم علی اکبر صالحی معاون رئیس جمهور و رئیس سازمان انرژی اتمی و نیز محمود احمدی نژاد به سخنرانی پرداختند.  صالحی در این مراسم گفت: مقامات ایرانی با اعلام پیشرفت های جدید در زمینه هسته ای، می خواهند نشان دهند در مقابل تحریم آسیب پذیر نیستند و از فناوری لازم برخوردارند. این دستاوردهای ایران در زمینه ی هسته ای بازتاب گسترده ای در رسانه های جهان داشت. بی‌بی‌سی فارسی، ریانووستی، پرس تی‌وی، خبرآنلاینالف
- آغاز ساخت خط لوله گاز روسیه به اروپا

کار ساخت خط لوله جدیدی برای انتقال گاز روسیه به اروپا که «جریان شمالی» نام دارد، امروز با حضور دمیتری مدودف، رئیس جمهوری روسیه و آنگلا مرکل صدراعظم آلمان آغاز شد. این خط لوله از بستر دریای بالتیک عبور می کند برای نخستین بار گاز روسیه را بدون عبور از کشورهای دیگر به اروپای غربی خواهد رساند. بی‌بی‌سی فارسی، ریانووستی
- بازجویی از ایرانیان ساکن استرالیا به دلیل شرکت در تظاهرات ضد حکومتی

به گزارش یکی از روزنامه‌های معتبر استرالیایی، دو تن از ایرانیان ساکن این کشور که سابقه حضور در تظاهرات اعتراض آمیز به نتایج انتخابات ریاست جمهوری اخیر ایران در برخی از شهرهای استرالیا را داشته‌اند، در بازگشت به ایران بازداشت شده‌اند و مورد بازجویی قرار گرفته‌اند.روزنامه The Australian چاپ استرالیا، در یکی از گزارش‌های خود در روز جمعه نهم آوریل ۲۰۱۰ میلادی (۲۰ فروردین ۱۳۸۹)، با اشاره به افزایش فعالیت‌های اعتراض آمیز و دموکراسی خواهانه ایرانیان در استرالیا پس از اعلام نتایج انتخابات ریاست جمهوری ایران، نوشته‌است که در دو ماه گذشته دو تن از شهروندان استرالیایی متولد ایران، در هنگام بازگشت به این کشور در فرودگاه بازداشت شده‌اند.بی‌بی‌سی فارسی
- اوباما: حملات لفظی احمدی‌نژاد را جدی نمی‌گیرم

باراک اوباما، رئیس جمهور آمریکا حملات لفظی اخیر رئیس جمهوری ایران علیه خود را توهین آمیز خواند، اما از پاسخ دادن به آن خودداری کرد.آقای اوباما که روز جمعه ۹ آوریل با برنامه صبح به خیر آمریکا از شبکه تلویزیونی ای بی سی نیوز گفت و گو می‌کرد، با این سئوال مواجه شد که در مقابل حملات شخصی محمود احمدی نژاد چه پاسخی دارد؟مجری برنامه، ترجمه انگلیسی آن بخش از سخنان اخیر آقای احمدی نژاد را عینا برای آقای اوباما نقل کرد که او در آن شبیه به گاوچران‌ها و شخصی آماتور و بی تجربه توصیف می‌شد که باید صبر کند تا عرقش خشک شود و تجربه پیدا کند.آقای اوباما در پاسخ گفت که رئیس جمهوری ایران به گفتن سخنان غیر سازنده و بسیار توهین آمیز معروف است، بنابراین او این حرف‌ها را جدی نمی‌گیرد.بی‌بی‌سی فارسی
- اعلام دو روز عزای عمومی در قرقیزستان

رزا اوتونبایوا، رهبر دولت موقت قرقیزستان امروز و فردا (جمعه و شنبه) را در همدردی با کشته شدگان ناآرامی‌های اخیر را عزای عمومی اعلام کرد.ناآرامی‌های هفته پیش در این کشور که در نهایت به سقوط دولت «قربان بیک باقی یف» انجامید، ۷۵ کشته و ۶۰ زخمی دیگر به جا گذاشت.پرس تی‌وی
- محمد خاتمی: سال ۸۹ سال بحران‌های اجتماعی خواهد بود

محمد خاتمی، رئیس جمهوری پیشین ایران با انتقاد شدید از نحوه اداره کشور، در مورد گسترش بحران در طول سال جاری هشدار داد.به گزارش پایگاه خبری فراکسیون اقلیت مجلس، آقای خاتمی روز جمعه ۲۰ فروردین در دیدار با گروهی از دانشجویان دانشگاه تهران گفت: «موقعیت کشور بعد از انتخابات بد است و ملت هزینه بسیار بالایی در این ایام پرداخته است؛ عواقب مدیریت موجود در جامعه مطلوب نیست و اگر چاره‌ای اندیشیده نشود، سال ۸۹، سال بحران‌های اجتماعی خواهد بود.»بی‌بی‌سی فارسی

## ۱۰ آوریل ۲۰۱۰
- کشته شدن رئیس جمهور لهستان در سانحه هوایی

هواپیمای توپولف-۱۵۴ لخ کاچینسکی، ریاست جمهوری لهستان که برای برگزاری مراسم یادبود قربانیان لهستانی جنگ جهانی دوم عازم شهر اسمالنسک در روسیه بود، هنگام فرود در مه غلیظ پس از برخورد با درختان در فاصله کوتاهی از باند فرودگاه دچار سانحه شد و همه ۸۷ نفر سرنشین آن کشته شدند. ریانووستی، بی‌بی‌سی فارسی، بی‌بی‌سی انگلیسی، تلگراف، گاردین، آرتی+اطلاعات بیشتر از ویکی‌پدیای فارسی+گزارش تصویری اختصاصی ویکی‌پدیا
- کیومرث ملک مطیعی در گذشت

کیومرث ملک مطیعی بازیگر سینما، تئاتر و تلویزیون امروز شنبه ۱۰ آوریل در سن ۷۴ سالگی در بیمارستان دکتر شریعتی تهران به دلیل ایست قلبی در گذشت.بی‌بی‌سی فارسی

## ۱۱ آوریل ۲۰۱۰
- ۲۱ کشته در درگیری بین تظاهرات کنندگان ونیروهای امنیتی در تایلند

در درگیری بین نیروهای امنیتی وتظاهرات کنندگان در تایلند حداقل ۴ پلیس و ۱۷ شهروند کشته ، و۸۵۰ نفر مجروح شدند .آشویتدپرس
- جسد رئیس جمهوری لهستان به کشور بازگردانده شد

جسد لخ کاچینسکی، رئیس جمهوری لهستان که در یک سانحه هوایی کشته شده، به ورشو بازگردانده شده‌است.وزارت خارجه لهستان می‌گوید در فرودگاه ورشو با تشریفات نظامی کامل به جسد آقای کاچینسکی ادای احترام می‌شود و پس از آن جسد به کاخ ریاست جمهوری انتقال می‌یابد.هواپیمای حامل رئیس جمهوری لهستان روز گذشته در حالی که درصدد فرود در فرودگاه اسمولنسک در خاک روسیه بود، سقوط کرد.در این سانحه علاوه بر رئیس جمهوری لهستان، ده‌ها تن از شخصیت‌های سیاسی و نظامی این کشور نیز جان خود را از دست دادند.بی‌بی‌سی فارسی+اطلاعات بیشتر و گزارش تصویری
- انتخابات پارلمانی در مجارستان آغاز شد

یش از ۸ میلیون نفر از واجدین شرایط در مجارستان در اولین مرحله از انتخابات پارلمانی این کشور به پای صندوق‌های رای رفتند.پرس تی‌وی
- انتشار رسمی روزنامه شرق آغاز شد

روزنامه شرق که پس از دو سال و نیم توقف انتشار، یک بار در پیش از آغاز سال نوی خورشیدی، به طور آزمایشی منتشر شده بود، از روز یکشنبه، ۲۲ فروردین انتشار گسترده و رسمی خود را آغاز کرد. این روزنامه نزدیک به اصلاح طلبان که در مرداد ماه ۱۳۸۶ توقیف شده بود، در ۲۴ شهریور ۱۳۸۸ رفع توقیف شد. نخستین شماره روزنامه شرق در دوره جدید به مدیر مسئولی محمد رحمانیان و سردبیری احمد غلامی در ۱۶ صفحه به بهای ۵۰۰ تومان منتشر شده‌است.بی‌بی‌سی فارسی

## ۱۲ آوریل ۲۰۱۰
- مخالفت روسیه با تحریم صنعت نفت ایران

دمیتری مدودف رئیس جمهوری روسیه در گفتگو با یک شبکه تلویزیونی آمریکایی، تحریم صنعت نفت ایران را رد کرد و اظهار داشت که چنین تحریمی شرایط زندگی مردم عادی را دشوار خواهد کرد. وی افزود که تحریم‌ها نباید فلج کننده باشند و نباید باعث رنج مردم شوند. بی‌بی‌سی فارسی، ریانووستی
- پیروزی حزب راست گرای فیدژ در انتخابات مجارستان

حزب اپوزیسیون راست گرای «فیدژ» مجارستان با کسب بیش از ۵۲ درصد از مجموع کل آرای ماخوذه در نخستین مرحله از انتخابات مجلس این کشور، در این رقابت‌های انتخاباتی پیروز شد.پرس تی.وی
- محکومیت یک ایرانی ویک تاجیک به اتهام قتل یک فرمانده چچنی

دادگاهی در دبی یک ایرانی و یک تاجیک را  به اتهام کشتن یک فرمانده جنگی سابق چچن ، به ۲۵ سال زندان محکوم کرد.آشویتدپرس

## ۱۳ آوریل ۲۰۱۰
- چین: تحریم راه‌حل پرونده ایران نیست

در حالی که مقام‌های رسمی آمریکا از توافق پکن و واشنگتن درباره اقدامات تنبیهی جدید علیه ایران خبر می‌دهند، وزارت خارجه چین اعلام کرد افزایش تحریم‌ها راه‌حل مناسبی برای حل مناقشه اتمی تهران نیست. رادیو زمانه، بی‌بی‌سی فارسی
- برنامه خصوصی سازی در کوبا از سلمانی‌ها شروع می‌شود

دولت کوبا اداره صدها آرایشگاه و سالن زیبایی را که تا کنون توسط دولت صورت می‌گرفت به کارکنان آنها واگذار می‌کند.این تصمیم شامل سلمانی‌هایی می‌شود که کوچک بوده و بیش از سه صندلی ندارند.این اقدام می‌تواند در کوبا آغاز برنامه واگذار کردن کسب و کارهای کوچک به بخش خصوصی باشد. از مدت‌ها پیش انتظار اجرای این برنامه می‌رفت.اکنون به آرایشگاه‌های مردانه و زنانه اجازه داده می‌شود که برای اجاره محل کار خود به دولت پول پرداخت کنند و در مقابل به جای دریافت دستمزد ماهانه از دولت، عایدی حاصل را برای خود بردارند.بی‌بی‌سی فارسی

## ۱۴ آوریل ۲۰۱۰
- انتقاد نمایندگان مجلس ایران از سیاست دولت برای افزایش جمعیت

تعدادی از نمایندگان مجلس ایران از سخنان رئیس جمهوری این کشور مبنی بر مخالفت با سیاست کنترل جمعیت به شدت انتقاد کردند.حسینعلی شهریاری، نایب رئیس کمیسیون بهداشت و درمان مجلس ایران روز چهارشنبه ۱۴ آوریل در گفت و گو با پایگاه خبری فراکسیون اقلیت مجلس ایران، پارلمان نیوز، اظهارات اخیر محمود احمدی نژاد، رئیس جمهوری ایران را با توجه به مساله بیکاری و فراهم نبودن زیرساخت لازم برای زندگی مطلوب، «به دور از منطق» دانست.او با انتقاد از سخنان آقای احمدی نژاد که شامگاه سه شنبه ۱۳ آوریل از تلویزیون ایران پخش شده بود، گفت :افزایش جمعیت و تشویق مردم به فرزند بیشتر باید حساب شده و با برنامه ریزی باشد.علیرضا مرندی عضو کمیسیون بهداشت درمان و آموزش پزشکی نیز در مصاحبه‌ای گفت:من هم مانند تعدادی از مردم که فکر می‌کنند با این اقدام جمعیت ایران ۲ برابر می‌شود موافق هستم و البته بسیار نگران . من نمی‌دانم که در پس این اقدام رییس جمهور چه هدفی وجود دارد. گرچه ایشان به مواردی اشاره کرده‌است که درباره آن‌ها صحبت خواهم کرد . اما آنچه مسلم است این صندوق در اولین گام نقش اساسی در راستای ازدیاد جمعیت ایفا خواهد کرد.بی‌بی‌سی فارسی ،خبر آن لاین
- زلزله با قدرت شش ونه دهم ریشتر شمال غرب چین را لرزاند

زلزله‌ای با قدرت شش و نه دهم درجه در مقیاس امواج درونی زمین(ریشتر) شمال غرب چین را لرزاند و دست کم ۳۰۰ کشته برجای گذاشته‌است.در خبرهای ابتدایی شمار کشته‌ها ۶۷ تن اعلام شد اما منابع رسمی چین خبر داده که شمار کشته شدگان تاکنون به ۳۰۰ تن افزایش یافته‌است و حدود ۸ هزار تن نیز زخمی شده‌اند.العالم
- شرکت دایملر آلمان سهام خود را در شرکت موتورهای دیزل ایران واگذار می‌کند

شرکت  آلمانی دایلمر اعلام کرد که تمامی ۳۰ درصد سهام خود در شرکت «موتورهای دیزل ایران»  را واگذار می‌کند وهیچ قرارداد تازه‌ای با ایران امضاء نخواهد کرد و تنها به تعهدات جاری خود عمل خواهد کرد.رادیو فردا،رویترز

## ۱۵ آوریل ۲۰۱۰
- غبار آتشفشانی باعث لغو پروازها در شمال اروپا شد

آتشفشان فعال ایافیالایوکول در ایسلند رفت‌وآمد هوایی در شمال اروپا را فلج کرد. نخست پرواز هواپیماها از مبدأ و به مقصد کشورهای اسکاندیناوی و بریتانیا به تدریج لغو شدند. به تدریج هشت کشور حریم هوایی خود را برای رفت‌وآمد هوایی کاملاً بستند که عبارتند بودند از: بریتانیا، ایرلند، هلند، بلژیک، دانمارک، فنلاند، نروژ و سوئد. در فرانسه نیز بخش بزرگی از حریم هوایی بسته شد. در آلمان هزاران نفر از سفرهای خود بازماندند، ولی حریم هوایی آن در وهله‌ی نخست باز مانده است. دویچه وله فارسی، بی‌بی‌سی فارسی، بی‌بی‌سی انگلیسی، اشپیگل
- جلوگیری از خروج محمد خاتمی از ایران

منابع نزدیک به محمد خاتمی، رئیس جمهوری پیشین ایران می‌گویند که از سفر او به خارج از کشور جلوگیری شده‌است.پارلمان نیوز، پایگاه خبری فراکسیون اقلیت مجلس ایران نوشته‌است:سید محمد خاتمی قرار بود امشب برای شرکت در اجلاس سالانه شورای تعامل در زمینه خلع سلاح هسته‌ای عازم هیروشیمای ژاپن شود.دو منبع نزدیک به دفتر آقای خاتمی به طور جداگانه این خبر را تأیید کرده‌اند.جزئیات و چگونگی این ممانعت هنوز مبهم است و روشن نیست که کدام نهاد و با چه دلیل و انگیزه‌ای از خروج آقای خاتمی جلوگیری کرده‌است.بی‌بی‌سی فارسی ،خبر آن لاین
- شرکت دولتی نفت مالزی فروش بنزین به ایران را متوقف کرد

شرکت  نفتی  مالزیایی پتروناس اعلام کرد که این شرکت از ماه مارس  به فروش بنزین به ایران پایان داده است.بی بی سی فارسی
- قربان بیگ باقی‌یف به قزاقستان رفت

قربان بیگ باقی‌یف رییس جمهور برکنار شده قرقیزستان در پی توافق دولت‌های خارجی، قرقیزستان را به مقصد قزاقستان ترک کرد.بین طرفداران  و مخالفان او نیز درگیرهایی بوجود آمدپرس تی.وی،بی بی سی+اطلاعات بیشتر
- ماهواره‌بر بومی هند به مدار نرسید

ماهواره‌بر جدید هند موسوم به GSLV که برای نخستین بار از فناوری هندی برای ایجاد نیروی پیشرانه استفاده می‌کرد، موفق به رسیدن به مدار ژئوسنکرون نشد. پیش از این، هند برای پیشرانه موشک‌های ماهواره‌بر خود از فناوری‌های بلوک شتاب‌دهنده سرمازای روسیه استفاده می‌کرد. پرتاب این ماهواره‌بر بطور زنده توسط شبکه‌های تلویزیونی هند پوشش داده شد. ریانووستی، هندو، ان‌دی‌تی‌وی
- قطع دست و پای یک سارق در جنوب ایران

به گزارش روزنامه دولتی ایران چاپ تهران، دادستان ماهشهر در جنوب ایران می‌گوید که یک سارق مسلح در این شهر در ملاء عام اعدام شده و حکم قطع دست و پای همدست او نیز در زندان اجرا شده‌است. بنابه این گزارش جرم فرد اعدام شده - که «عدنان» معرفی شد - و دو همدستش ربودن کامیون‌های باربری از بندر امام و سرقت بار آنها بوده‌است. سارقان پس از آن کامیون‌ها را رها می‌کرده‌اند. به نوشته این روزنامه «عدنان» و یکی از دو همدستش در سال ۱۳۸۳ دستگیر شدند اما عضو سوم گروه موفق به فرار شده بود. گفته شد که متهم اصلی پرونده قبلا در شهرهای آبادان و شادگان سابقه سرقت داشته‌است. قاضی رضا ابوالحسنی، دادستان عمومی و انقلاب ماهشهر، گفت که عدنان ساعت ۱۱ صبح روز سه شنبه در میدان پلیس ماهشهر اعدام شد.
بی‌بی‌سی فارسی ،رادیو فردا
- ایران از ساخت ناوشكن جدید خبر داد

ایران اعلام کرد که در حال ساخت ناوشکن جدیدی است که پس از تکمیل به ناوگان نیروی دریایی ارتش ایران در دریای خزر خواهد پیوست. ریانووستی
- مخالفت دوباره فيفا با شرکت تيم ملی فوتبال دختران ايران در مسابقات المپیک سنگاپور

فدراسيون جهانی فوتبال، باردیگر درخواست فدراسيون فوتبال ایران برای شرکت تيم ملی فوتبال دختران این کشور در مسابقات فوتبال المپيک نوجوانان در سنگاپور را رد کرد. اين مخالفت در پی ديدار علی کفاشيان، رئيس فدراسيون فوتبال ايران، با رئيس و دبيرکل فيفا اعلام شد.رادیو فردا

## ۱۶ آوریل ۲۰۱۰
- تکذیب حکم ممنوع‌الخروجی خاتمی

محمود علیزاده طباطبایی وکیل محمد خاتمی در گفت‌وگو با خبرنگار ایلنا، در مورد ممانعت از خروج سید محمد خاتمی از کشور گفت: لغو سفر روز گذشته خاتمی به ژاپن به توصیه برخی نهادها بوده است و تاکنون هیچ حکم ممنوع الخروجی برای وی صادر نشده است.ایلنا
- اوباما چشم‌انداز سفر به مریخ را ارائه داد

باراک اوباما رئیس جمهور آمریکا در جریان سخنرانی در مرکز فضایی کندی، جزئیات سیاست فضایی دولت خود را اعلام کرد و افزود که طبق این برنامه، تا اواسط دهه ۲۰۳۰ میلادی فضانوردان با فضاپیماهای جدید امکان سفر به مدار سیاره مریخ را خواهند یافت. بی‌بی‌سی انگلیسی (همراه با ویدئو)
- نهادهای زیر نظر رهبر ایران از محدوده قانونگذاری مجلس خارج شدند

بر اساس مصوبه مجلس هشتم که با اصرار شورای نگهبان و بازگرداندن لایحهٔ قبلی تصویب شد ، نهادهای زیر نظر رهبر ایران از محدودهٔ قانونگذاری مجلس در ایران خارج شدند. مجلس اصولگرای هشتم پیش از این نهادهای زیر نظر رهبر را از شمول نظارت نیز خارج کرده بود. این در حالی است که براساس قانون اساسی ایران ، قانونگذاری و نظارت تنها در حیطهٔ اختیارات مجلس است. صدای آلمان 
- قرقیزستان اجاره پایگاه هوایی آمریکایی را تمدید کرد'

دولت موقت قرقیزستان اعلام کرد اجاره پایگاه هوایی امریکایی « منس» را تمدید می کند.بی بی سی
- رئیس ارتش تایلند مسئول حفظ امنیت ملی شد

آبهیسیت وجاجیوا، نخست وزیر تایلند  رئیس ارتش این کشور را مسئول حفظ امنیت ملی کرد.اتخاذ این تصمیم چند ساعت پس از آن بود که نیروهای امنیتی نتوانستند رهبران تظاهرکنندگان را که هفته هاست وضعیت مرکز بانکوک را مختل کرده اند، دستگیر کنند. بی بی سی

## ۱۷ آوریل ۲۰۱۰
- شجاع‌الدین شفا در گذشت

شجاع‌الدین شفا، نویسنده و رئیس سابق کتابخانه ملی پهلوی در فرانسه درگذشت. بی‌بی‌سی فارسی
- رهبر ایران: کاربرد سلاح هسته‌ای حرام است

علی خامنه‌ای رهبر ایران در پیامی به کنفرانس بین‌المللی خلع سلاح و عدم اشاعه تهران، سلاح هسته‌ای و سایر سلاح‌های کشتار جمعی را تهدیدی برای بشریت خوانده و کاربرد آنها را حرام دانست. وی استفاده از سلاح هسته‌ای را مصداق بارز جنایت جنگی خواند و گفت که پیروزی در جنگ هسته‌ای ناممکن و درگیری در چنین جنگی غیر عقلانی و ضد انسانی است. او از کشورهای شرکت کننده در کنفرانس تهران خواست تا برای مقابله با تهدید سلاح‌های هسته‌ای، راهکارهایی ارائه کنند. بی‌بی‌سی فارسی، ریانووستی 
- مخالفت برزیل و ترکیه با افزایش تحریم‌های ایران

برزیل و ترکیه، دو عضو غیردائمی شورای امنیت، بار دیگر بر مخالفت خود با تشدید تحریم‌های ایران تاکید کردند. وزیران خارجه این دو کشور خواستار ادامه مذاکرات برای پایان دادن به مناقشه هسته‌ای ایران با کشورهای غربی شدند. بی‌بی‌سی فارسی
- تکذیب توقف فروش بنزین به ایران توسط مالزی

نحیب رزاق، نخست وزیر مالزی در گفتگو با خبرنگاران در نیویورک گزارش‌های منتشر شده در مورد سخنان خود درباره توقف فروش بنزین به ایران را تکذیب کرد. او افزود که پتروناس در ماه مارس از طریق یک شرکت ثالث قرارداد فروش  بنزین به ایران را داشت اما از آن زمان درخواستی وجود نداشته‌است. بی‌بی‌سی فارسی،رویترز
- فرمانده بسیج: ناوهای هواپیمابر آمریکا لگنی بیش نیست

محمدرضا نقدی، رئیس سازمان بسیج مستضعفین، در حاشیه سیزدهمین جشنواره تجلیل از دانش‌آموزان مبتکر بسیجی  ناوهای هواپیمابر آمریکا را «لگن» نامید و افزود بسیاری از رهبران کشورهای دنیا «قاچاقچی، شرور و بی‌علم» هستند. رادیو زمانه
- دخالت پلیس در نزاع سازمان تربیت بدنی و کمیته المپیک ایران

پس از زد و خورد سه شنبه ۲۴ فروردین بین نمایندگان حراست سازمان تربیت بدنی و کمیته ملی المپیک ایران، این درگیری‏ها مقابل کمیته ملی المپیک ادامه یافت.بی بی سی فارسی

## ۱۸ آوریل ۲۰۱۰
- محکومیت تاج زاده، میردامادی و سلیمانی به شش سال زندان

محسن میردامادی، مصطفی تاج زاده و داود سلیمانی، از اعضای بلندپایه جبهه مشارکت و از بازداشت شدگان حوادث بعد از انتخابات ریاست جمهوری سال ۱۳۸۸ ایران، در دادگاه بدوی هر کدام به ۶ سال حبس تعزیری و ۱۰ سال محرومیت از فعالیت در احزاب و مطبوعات محکوم شدند.بی بی سی فارسی
- کنفرانس خلع سلاح تهران: اسرائیل به معاهده منع گسترش سلاح‌های هسته‌ای بپیوندد

در بیانیه پایانی کنفرانس بین‌المللی خلع سلاح و عدم اشاعه تهران که با حضور نمایندگانی از ۶۰ کشور برگزار شد، از اسرائیل خواسته شده که برای تحقق هدف «خاور میانه عاری از تسلیحات هسته‌ای» به پیمان‌نامه منع گسترش سلاح‌های هسته‌ای بپیوندد. آسوشیتدپرس
- موسوی: مردم مسببان شرایط را فراموش نمی‌کنند

میرحسین موسوی، از رهبران اصلی مخالفان، با انتقاد از سیاست‌های دولت در زمینه‌های سیاسی، اجتماعی و اقتصادی گفت:ملت ما آماده‌است در مقابل هر نوع تهدید بیگانه متحد بایستد، ولی در عین حال مسببان این شرایط در داخل را فراموش نخواهد کرد.بی‌بی‌سی فارسی
- هژبر یزدانی سرمایه‌گذار ایرانی درگذشت

هژبر یزدانی از چهره‌های سرشناس و ثروتمند سال‌های پیش از انقلاب، روز ۲۸ فروردین ۱۳۸۹ در سن ۷۶ سالگی در کاستاریکا درگذشت. وی که از ثروتمندان و صاحبان بزرگ صنایع ایران بود، چند ماه پیش از پیروزی انقلاب به زندان افتاد و پس از پیروی انقلاب با گریز از زندان ابتدا به آمریکا و سپس به شهر سان خوزه در کاستاریکا نقل مکان کرد و در همانجا در سطح گسترده به توسعه صنعت دامداری مشغول شد. بی‌بی‌سی فارسی
- احمدی نژاد: بیگانگان منطقه را ترک کنند

محمود احمدی نژاد در مراسم روز ارتش جمهوری اسلامی ایران گفت: بیگانگان  باید منطقه ما را ترک کنند و این یک خواهش و استدعا نیست ، بلکه دستور ، فرمان و اراده ملت‌های منطقه‌است که آنان باید به خانه‌های خود بازگردند و اداره منطقه را به دولت‌ها و ملت‌های منطقه واگذار کنند.ایرنابی بی سی فارسی
- آمریکا: از محمود احمدی‌نژاد نامه دریافت کردیم

کاخ سفید تائید کرده محمود احمدی‌نژاد، رئیس جمهوری ایران به باراک اوباما، رئیس جمهوری آمریکا نامه‌ای فرستاده‌است. سخنگوی شورای امنیت ملی آمریکا مستقر در کاخ سفید، روز ۲۸ فروردین ۱۳۸۹ (۱۷ آوریل ۲۰۱۰) از اظهار نظر درباره محتوای این نامه خودداری کرد. بی‌بی‌سی
- اعتراض به ممنوعیت خروج خاتمی از ایران

فراکسیون اقلیت مجلس شورای اسلامی ایران، با انتقاد از ممنوع‌الخروج شدن محمد خاتمی، از قوه قضائیه  این کشور خواست  با این اقدام  برخورد کند.رادیو زمانه
- محکومیت نوری زاد به سه سال و نیم حبس و ۵۰ ضربه شلاق

محمد نوری زاد، روزنامه نگار و سینماگر ایرانی، به اتهام تبلیغ علیه نظام و توهین به تعدادی از مقام‌های جمهوری اسلامی ایران به سه سال و نیم زندان و ۵۰ ضربه شلاق محکوم شده‌است.بی بی سی

## ۱۹ آوریل ۲۰۱۰
- اقدام اتحادیه اروپا در جهت کاهش محدودیت پروازها

اتحادیه اروپا قدم‌هایی برای کاهش محدودیت اعمال‌شده بر پروازها در بخش اعظم اروپا به دلیل خطر ناشی از انتشار خاکستر برخاسته از آتشفشان ایافیالایوکول در ایسلند برداشت.
وزرای حمل و نقل کشورهای عضو اتحادیه اروپا گفتند یک منطقه پرواز ممنوع، یک منطقه مجاز برای همه پروازها و یک منطقه سوم برای خدمات محدود اعلام می‌شود. این تصمیم درحالی اتخاذ شد که بریتانیا، هلند، فرانسه و بلژیک گفتند بازگشایی آسمان‌هایشان برای پروازها را شروع خواهند کرد. همچنین دو شرکت آلمانی لوفت‌هانزا و ایر برلین روز دوشنبه برای بازگرداندن هزاران مسافر سرگردان به آلمان از ممنوعیت پرواز معاف شدند.
رؤسای خطوط هوایی در ارتباط با ممنوعیت پروازها به شدت از مقام‌ها انتقاد کرده‌اند.
سیم کالاس کمیسر امور ترابری اتحادیه اروپا پس از یک کنفرانس ویدئویی با وزرای حمل و نقل ۲۷ کشور اتحادیه اروپا گفت که از روز سه‌شنبه پروازهای بیشتری انجام خواهد شد. بی‌بی‌سی فارسی، رویترز
- روزنامه بهار برای سومین بار توقیف شد

هیات نظارت بر مطبوعات ایران  دستور به توقیف  روزنامه بهار داد. هیات نظارت  دلایل توقیف  این روزنامه  را درج مطالب خلاف واقع‌، ایجاد شبهه در موضوعات اساسی چون انتخابات عنوان کرده‌است. بی‌بی‌سی فارسی، دویچه وله فارسی
- توقیف پروانه فعالیت جبهه مشارکت و سازمان مجاهدین انقلاب

دبیر کمیسیون ماده ۱۰ احزاب وزارت کشور دولت محمود احمدی نژاد خبر از توقیف پروانه فعالیت جبهه مشارکت و سازمان مجاهدین انقلاب اسلامى داد. رادیو فردا
- زمین‌لرزه در افغانستان و خراسان

زلزله‌ای در شمال افغانستان کشته و زخمی بر جای گذارد. شدت این زمین‌لرزه ۵٫۳ درجه ریشتر بوده‌است. در  ایران نیز در شهر بجنورد زمین‌لرزه‌ای به قدرت‌ ۴٫۸ درجه ریشتر رخ داد. دویچه وله فارسی
- رشد  شاخص بورس تهران

شاخص بورس تهران که در روزهای اخیر در حال افزایش بوده، روز دوشنبه ۳۰ فروردین ۱۳۸۹ به ۱۴٬۱۳۹ واحد رسید که در تاریخ چهل ساله بورس بی‌سابقه‌است. رشد شاخص‌ها در سال گذشته آغاز شد و در سال ۱۳۸۹ نیز به مدد افزایش قیمت نفت و بالا رفتن محصولاتی فلزی نظیر فولاد، افزایش شاخص بورس تهران در سال جدید ادامه پیدا کرد. بی‌بی‌سی فارسی
- بازشماری دستی آرای انتخاباتی بغداد

هیئت بررسی انتخابات پارلمانی عراق، دستور شمارش مجدد آرای انتخابات پارلمانی در بغداد را داده‌است. بغداد یکی از چند حوزه انتخاباتی است که نوری مالکی نخست وزیر عراق خواستار شمارش مجدد آرای آنجا به طور دستی شده‌است. وی معتقد است سیستم شمارش آرا به طور الکترونیکی، قابل اعتماد نیست. بی‌بی‌سی فارسی
- نیروی دریایی بریتانیا مامور کمک به مسافران سرگردان شد

سه فروند کشتی جنگی نیروی دریایی بریتانیا، از جمله ناو هواپیمابر اچ‌ام‌اس رویال آرک مامور کمک به شهروندان بریتانیایی شده‌است که به دلیل مختل شدن پروازهای اروپایی در اثر خاکسترهای آتشفشانی ایسلند، در خارج از کشور سرگردان مانده‌اند. بی‌بی‌سی فارسی
- ارتش تایلند در مناطق تجاری بانکوک مستقر شد

ارتش تایلند برای مقابله با تظاهرات مخالفان دولت، موسوم به قرمزپوشان، مناطق اداری و تجاری بانکوک را به محاصره خود درآوردند. مخالفان دولت تهدید کرده بودند که  تظاهرات خود را در مرکز اداری و تجاری پایتخت برپا خواهند کرد. رادیو فردا

## ۲۰ آوریل ۲۰۱۰
- ترکیه آماده میانجی‌گری بین ایران و غرب

وزیر امورخارجه ترکیه در کنفرانس خبری مشترک با منوچهر متکی در تهران گفت کشورش در پی کمک به احیای تلاش‌های دیپلماتیک برای پایان دادن به مناقشه میان ایران و کشورهای غربی و با هدف پیشگیری از اعمال تحریم‌های اقتصادی جدید بر ایران است. بی‌بی‌سی فارسی
- محکومیت معاون سیاسی دفتر احمدی‌نژاد به زندان

محمدجعفر بهداد، مدیرعامل پیشین خبرگزاری ایرنا و معاون سیاسی دفتر محمود احمدی‌نژاد به دلیل انتشار مطلبی علیه علی لاریجانی، رئیس مجلس ایران، به همراه نویسنده آن مطلب به تحمل ۴ ماه حبس محکوم شد. بی‌بی‌سی فارسی
- حمیده خیرآبادی درگذشت

حمیده خیرآبادی مشهور به «نادره»، بازیگر سرشناس ایرانی، روز سه‌شنبه ۳۱ فروردین ۱۳۸۹ در سن ۸۶ سالگی در تهران درگذشت و در آرامگاه خانوادگی‌اش در بهشت زهرا‌‌‌ به خاک سپرده شد. بی‌بی‌سی فارسی
- نظرسنجی بی‌بی‌سی: نگرش منفی مردم جهان نسبت به ایران

بر طبق یک نظرسنجی سالیانهٔ بی‌بی‌سی از شهروندان ۲۸ کشور جهان، بیشترین دید منفی نسبت به کشورهای ایران، پاکستان و کره شمالی وجود دارد. آلمان و سپس ژاپن در رده‌های نخست جدول کشورهای محبوب جهان قرار دارند. همچنین بر اساس این نظرسنجی، نگرش منفی نسبت به ایران در مصر افزایش و در کشورهای آمریکا، کانادا و بریتانیا در طول سال گذشته کاهش داشته است. بی‌بی‌سی، یواس‌ای تودی، بی‌بی‌سی فارسی

## ۲۱ آوریل ۲۰۱۰
- کاظم صدیقی بدحجابی را عامل زلزله دانست

حجت الاسلام کاظم صدیقی امام جمعه موقت تهران، زنانی را که طبق موازین اسلامی لباس نمی‌پوشند را باعث ترویج زنا و افزایش احتمال زلزله دانست. دویچه وله، رادیو زمانه، واشنگتن پست، گاردین، بی بی سی، سی ان ان
- چهارمین نامه محمد نوری زاد به آیت الله خامنه‌ای از داخل زندان

محمد نوری‌زاد، روزنامه نگار و سینماگر ایرانی که به دلیل نوشتن نامه‌های انتقادآمیز به آیت الله علی خامنه‌ای، رهبر ایران، بازداشت شده و به چند سال زندان محکوم شده‌است، در چهارمین نامه خود به آیت الله علی خامنه‌ای، باز هم انتقاداتی از عملکرد او مطرح کرده‌است. آقای نوری زاد در نامه چهارم خود خطاب به آیت الله خامنه‌ای که در وب سایت کلمه منتشر شده‌، ابتدا تاکید کرده اگر قرار باشد تغییری در اوضاع کشور رخ دهد، این تغییر از ناحیه شما بسیار شدنی تر و پایدارتر خواهد بود. بی‌بی‌سی فارسی،متن نامه‌های پیشین آقای نوری زاد
- حذف نام فروغ فرخزاد از کتاب شاعران ایران و جهان در ایران

نام فروغ فرخزاد، شاعر معاصر ایرانی، در کتاب «شعر شاعران ایران و جهان» که در یک همایش دولتی در ایران منتشر شده‌است، وجود ندارد. دبیر همایش «دیپلماسی دولتی» را علت گنجانده نشدن نام فروغ فرخزاد در این کتاب ذکر کرده‌است. بی‌بی‌سی فارسی

## ۲۲ آوریل ۲۰۱۰
- درگیری ناوگان دریایی ایران با دزدان دریایی

یک فروند نفتکش ایرانی با بار ۳۰۰ هزار تن نفت خام به ارزش تقریبی ۱۵۰ میلیون دلار، روز ۲ اردیبهشت ۱۳۸۹ در خلیج عدن مورد حمله دزدان دریایی قرار گرفت. در پی درخواست کمک این نفتکش. ناوگروه نیروی دریایی ایران با پانزده کشتی دزدان دریایی درگیر و مانع از ربوده شدن این نفتکش شد. بی‌بی‌سی فارسی
- بهرام رادان سفیر جدید سازمان ملل در ایران

دفتر برنامه جهانی غذا وابسته به سازمان ملل متحد بهرام رادان بازیگر سینما را به عنوان اولین سفیر ایرانی برنامه جهانی غذا در مبارزه علیه گرسنگی منصوب کرد.خبر آن لاین
- اسکناس ۱۰۰ دلاری جدید رونمایی شد

وزارت خزانه‌داری ایالات متحده آمریکا از طرح جدید اسکناس ۱۰۰ دلاری رونمایی کرده‌است. یکصد دلاری جدید که از نظر امنیتی ارتقا یافته، با هدف مقابله با جاعلان اسکناس تهیه شده‌است. بی‌بی‌سی فارسی
- مانور شناورهای نیروی دریایی سپاه پاسداران آغاز شد

روز پنجشنبه، ۲ اردیبهشت (۲۲ آوریل)، منابع خبری جمهوری اسلامی گزارش کردند که مرحله اول مانور نیروی دریایی سپاه پاسداران با نام رزمایش پیامبر اعظم ۵ با شرکت ده‌ها فروند از شناورهای این نیرو در بندرعباس در جنوب ایران آغاز شده‌است. این مانور سه روز به طول می‌انجامد و براساس گزارش‌های رسمی، در مرحله اول آن بیش از سیصد فروند قایق موشک انداز، راکت انداز و قایق تندور نفربر، حامل واحدهای کماندویی نیروی دریایی سپاه شرکت دارند. بی‌بی‌سی فارسی
- سفر احمدی‌نژاد به زیمبابوه و تشبیه وی به پشه مالاریا

محمود احمدی‌نژاد به دعوت رابرت موگابه رئیس جمهوری زیمبابوه بدان کشور سفر کرد. دعوت از احمدی‌نژاد با انتقادجنبش تغییر دموکراتیک زیمبابوه (حزب نخست وزیر آن کشور) مواجه شد. این حزب در بیانیه‌ای احمدی‌نژاد را جنگ طلب و سرکوب کننده حقوق بشر نامید و دعوت از او برای برای افتتاح نمایشگاه بازرگانی بین‌المللی را به استفاده از پشه برای درمان مالاریا تشبیه کرد. در این سفر موگابه از برنامه هسته‌ای ایران دفاع کرد و ۱۱ سند همکاری میان طرفین امضا شد.بی‌بی‌سی فارسی ، صدای آلمان،کلمه

## ۲۳ آوریل ۲۰۱۰
- ایران درخواست عضویت در شورای حقوق بشر را پس گرفت

بدنبال فشار برخی فعالان و سازمان‌های حقوق بشر و کشورهای غربی، ایران درخواست عضویت در شورای حقوق بشر سازمان ملل متحد را پس گرفت.خبرگزاری‌های رویترز و آسوشیتدپرس به نقل از دیپلمات‌های سازمان ملل متحد گزارش کرده‌اند که ایران به سایر هیات‌های آسیایی اطلاع داده که از نامزدی عضویت در شورای حقوق بشر که متشکل از ۴۷ کشور و ناظر حقوق بشر در سراسر جهان است صرفنظر می‌کند.برخی دیپلماتهای کشورهای غربی علت تغییر نظر ایران را عدم توانایی این کشور در اخذ حداقل رای لازم برای عضویت در این شورا ذکر کرده‌اند که می‌توانست موجب شرمساری تهران شود.بی‌بی‌سی فارسی
- قرعه کشی جام ملت‌های آسیا ۲۰۱۱ برگزار شد

قرعه کشی جام ملت‌های آسیا ۲۰۱۱ برگزار شد:
- - گروه اول: قطر ، کویت، چین و ازبکستان
  - گروه دوم: عربستان ، سوریه ، اردن و ژاپن
  - گروه سوم: کره جنوبی ، هند ، بحرین و استرالیا
  - گروه چهارم: عراق ، ایران ، کره شمالی و امارات.خبر آن لاین

## ۲۵ آوریل ۲۰۱۰
- هاوکینگ: از تلاش برای تماس با موجودات فرازمینی دست بردارید

پروفسور استیون هاوکینگ فیزیکدان نامدار در مصاحبه‌ای با شبکه دیسکاوری گفت که به نظر او وجود موجودات هوشمند فرازمینی قطعی است، اما بشر باید از تلاش برای برقراری ارتباط با آنها دست بردارد. وی افزود که  
پیامد ورود موجودات فضایی به زمین، ممکن است شبیه سفر کریستف کلمب به قاره آمریکا باشد که برای ساکنان بومی این قاره هیچ پیامد مثبتی نداشت. بی‌بی‌سی فارسی
- نشت شدید نفت از سکوی نفتی آمریکا

نشت نفت به میزان یکهزار بشکه در روز از یک سکوی نفتی آمریکایی که روز پنجشنبه در سواحل ایالت لوئیزیانا‌ دچار حادثه و غرق شد، در جریان است. هوای طوفانی تاکنون مانع از تعمیر آن شده‌است. بی‌بی‌سی
- تظاهرکنندگان در لبنان خواستار نظام سکولار شدند

روز یکشنبه (۲۵ آوریل)، هزاران نفر در بیروت، پایتخت لبنان راهپیمایی کرده و خواستار اصلاح نظام فرقه گرا در این کشور شده‌اند.بر اساس قوانین فعلی لبنان پیروان ادیان مختلف در لبنان اجازه ندارند با یکدیگر ازدواج کنند و مقام‌های سیاسی بین فرقه‌های خاص مذهبی تقسیم شده‌است.تظاهرکنندگان در پاسخ به حرکتی گروهی که در سایت‌های اجتماعی اینترنت آغاز شده‌است، امروز در بیروت گرد آمدند.لبنان به هجده فرقه مختلف تقسیم شده‌است و فقط مقام‌های مذهبی اجازه دارند ثبت احوال (تولد، ازدواج و مرگ) را انجام دهند. آنها همچنین در مورد ارث تصمیم گیری می‌کنند.اختیارات این مقام‌ها باعث شده‌است که شهروندان لبنان از حقوق متفاوتی برخوردار باشند.بی‌بی‌سی فارسی
- برگزاری انتخابات ریاست جمهوری در اتریش

انتخابات ریاست جمهوری اتریش امروز یکشنبه در حالی برپا می‌شود که نتایج آخرین نظرسنجی‌ها از پیشتازی رییس جمهور کنونی این کشور در این رقابت‌ها خبر می‌دهند.پرس تی.وی

## ۲۶ آوریل ۲۰۱۰
- آرای ۵۲ نامزد انتخابات عراق بی اعتبار اعلام شد

هیات بررسی انتخابات عراق، اعتبار آرای پنجاه و دو نامزد انتخابات اخیر را به دلیل ارتباط این افراد با حزب بعث عراق لغو کرد. احتمالا این تصمیم می تواند بر وضعیت دو تن از اعضای اتئلاف وابسته به نخست وزیر پیشین ایاد علاوی تاثیر داشته باشد. بی‌بی‌سی فارسی
- مخالفت برخی از نمایندگان مجلس با برگزاری انتخابات شوراها

گروهی از نمایندگان تهران در مجلس ایران ضمن مخالفت با برگزاری انتخابات شوراها، خواستار تمدید دوره کنونی شوراهای شهر و روستا در این کشور شدند. بی‌بی‌سی فارسی
- عدم پرداخت طلب ۴۰۰ میلیون پوندی ایران از بریتانیا به دلیل تحریم‌های اتحادیه اروپا

دولت بریتانیا به دلیل تحریم‌های اتحادیه اروپا علیه ایران از پرداخت ۴۰۰ میلیون پوند مطالبه ایران خودداری می‌کند. این پول اصل و بهره پیش‌پرداخت قرارداد خرید ۱۵۰۰ تانک چیفتن است که در دوران حکومت پهلوی میان دو کشور منعقد شد اما جمهوری اسلامی قرارداد را فسخ و خواهان استرداد مبلغ پرداختی شد. در سال ۲۰۰۶ شعبه‌ای از دیوان داوری بین‌المللی به استرداد ۴۰۰ میلیون پوند به ایران حکم داده بود. وزارت دارایی بریتانیا و شرکت خدمات نظامی آی ام اس این پول را فراهم کرده و در صندوق ویژه‌ای زیر نظر دیوان عالی بریتانیا قرار داده‌اند ولی تاکنون تحریم‌های اقتصادی موجود علیه ایران مانع استرداد این پول شده‌است. بی‌بی‌سی فارسی
- پاسخ فائزه هاشمی در مورد برخی شایعات

فائزه هاشمی درباره برخی اتهامات پاسخ مکتوب منتشر کرد.به گزارش دی پرس فائزه هاشمی فرزند رئیس مجمع تشخیص مصلحت نظام در پاسخ به برخی اتهاماتی که از سوی تعدادی از رسانه‌ها منتشر شده بیانیه‌ای صادر کره‌است.خبر آن لاین
- ترور علی سویطی فرمانده ارشد جنبش حماس

علی سویطی از فرماندهان ارشد گردان‌های عزالدین قسام شاخه نظامی حماس توسط نیروهای ویژه ارتش اسرائیل در منطقه بیت عوا در جنوب الخلیل ترور شد.پرس تی‌وی
- مهدی کروبی بر ادامهٔ مبارزهٔ مسالمت‌آمیز تاکید کرد

مهدی کروبی از رهبران جنبش سبز در مصاحبه‌ای با هفته‌نامه اشپیگل از درخواست مجوز برای راهپیمایی در سالگرد انتخابات ریاست‌جمهوری خبر داد. وی بر ادامه مبارزه علیه احمدی‌نژاد به صورت مسالمت‌آمیز اما با تمام قدرت تاکید کرد و احمدی‌نژاد را یک مصیبت برای ملت دانست. همزمان فاطمه کروبی در نامه‌ای به مردم نوشت: «به هر تقدیر بدون ترس و واهمه از وحشی‌گری مزدوران مجددا تاکید می‌کنم هر اتفاقی برای من، همسرم و فرزندانم رخ دهد، حکومت مسئول مستقیم آن است.» دویچه وله
- القاعده کشته شدن دو رهبر بلندرتبه خود را تأیید کرد

القاعده در بیانیه‌ای کشته‌شدن ابوایوب المصری و ابوعمر البغدادی دو رهبر اصلی القاعده عراق را تأیید کرد. در بیانیه منتشرشده از سوی القاعده آمده‌است که البغدادی به همراه المصری در یکی از خانه‌های تیمی این گروه، به دام نیروهای دولتی افتاده و پس از نبردی مسلحانه کشته شده‌اند. به گفته القاعده، نیروهای انتظامی عراق در حین نبرد از پیشتیبانی هوایی ارتش آمریکا برخوردار بوده‌اند. آمریکا و دولت عراق در هفتهٔ پیش خبر کشته‌شدن این دو تن را اعلام کرده بودند، اما به علت ناروشن بودن هویت رهبران القاعده در عراق، شک و تردیدهایی در این‌باره وجود داشت. مقامات عراقی و آمریکایی قتل این دو را ضربه‌ای مرگبار بر القاعده توصیف کرده‌اند و مسئولان عراقی مدعی شده‌اند که القاعده با صدور دستوری درونی، از اعضای خود خواسته که عراق را ترک کنند. به همین دلیل برای جلوگیری از فرار آن‌ها مرزهای عراق هم‌اکنون به شدت کنترل می‌شوند. دویچه وله
- عزت ابراهیم الدوری دستگیر شد

عزت ابراهیم  معاون سابق رییس جمهور عراق دستگیر شد. به گزارش روزنامه مستقل الصباح الجدید نیروهای آمریکایی و عراقی با پشتیبانی نیروی هوایی در حمله به یکی از مخفیگاه‌های القاعده در تپه‌های جبل حمرین واقع در حدود هفتاد و پنج کیلومتری شمال شرقی مرکز استان دیاله، الدوری را در حالیکه در یک غار نزدیک مقر فرماندهی «القاعده در بین النهرین» مخفی شده بود، دستگیر کردند. این گزارش هنوز رسماً از سوی مقامات آمریکا تایید نشده‌است. جام جم، Focus

## ۲۷ آوریل ۲۰۱۰
- تلاش بانک‌های آمریکایی برای ناکام کردن اصلاحات بانکی اوباما

چندین بانک بزرگ آمریکایی میلیون‌ها دلار برای ناکام گذاردن طرح اصلاحات اقتصادی باراک اوباما هزینه می‌کنند. دولت اوباما برای جلوگیری از تکرار بحران مالی اخیر برنامه گسترده‌ای برای اصلاحات اقتصادی تهیه کرده است، اما جمهوری‌خواهان این طرح را در کنگره متوقف کرده‌اند و بانک‌ها نیز برای حذف بسیاری از اقلام کلیدی طرح در تلاشند. گاردین
- دیدار موسوی و کروبی و درخواست مجوز راهپیمایی

میرحسین موسوی و مهدی کروبی، رهبران مخالفان دولت در ایران از همه گروه‌ها و احزاب اصلاح طلب این کشور خواسته‌اند که برای راهپیمایی در روز ۲۲ خرداد درخواست مجوز کنند. میر حسین موسوی با انتقاد از سیاست‌های موجود در کشور گفت: اغلب سیاست‌های ما «باری به هر جهت» است و متاسفانه ساختارهای ما همچون ماسه‌زار و شن‌زاری است که آب در آن پایدار نمی‌ماند. اینان اصل صحبت ما را درک نمی‌کنند. پارلمان نیوز،کلمه، بی‌بی‌سی فارسی
- دزدیده شدن مجسمه‌های تهران

تعدادی از مجسمه‌هایی که در مکان‌های عمومی در شهر تهران نصب شده بود، دزدیده شده‌است. از جمله این آثار می‌توان به مجسمه‌های شهریار‌، ستارخان، باقرخان و دو مجسمه از خانه هنرمندان را ذکر کرد.  بی‌بی‌سی فارسی
- گلشیفته فراهانی عضو هیئت داوران جشنواره لوکارنو شد

دفتر جشنواره بین‌المللی فیلم لوکارنو اعلام کرد که گلشیفته فراهانی، بازیگر ایرانی را به عنوان عضو هیئت داوران دوره آینده این جشنواره انتخاب کرده‌است.بی‌بی‌سی فارسی
- دیپلمات هندی به اتهام جاسوسی برای پاکستان دستگیر شد

مقامات دولت هند می‌گویند که یک دیپلمات عالی رتبه سفارت هند در اسلام آباد به اتهام جاسوسی برای پاکستان، بازداشت شده‌است. مدهوری گوپتا، دبیر دوم سفارت هند در اسلام آباد متهم است که مدارک طبقه‌بندی شده و محرمانه را در اختیار سازمان اطلاعات پاکستان قرار داده‌است.بی‌بی‌سی فارسی

## ۲۸ آوریل ۲۰۱۰
- نعمت حقیقی درگذشت

نعمت حقیقی، فیلمبردار ایرانی به دلیل عارضه قبلی در بیمارستان ایرانمهر تهران درگذشت. ایسنا
- یکسان سازی لباس زنان شاغل در چارچوب طرح عفاف

سازمان میراث فرهنگی ایران اعلام کرد که بانوان کارمند در موزه ها، هتل ها و سپس آموزش و پرورش به زودی لباس های یکسان با رنگ ها و طرح های متفاوت بر تن خواهند کرد.بی‌بی‌سی فارسی
- احمدرضا عابدزاده بازداشت شد

احمدرضا عابدزاده مربی تیم فوتبال استیل آذین به دنبال درگیری با یکی از لیدرهای باشگاه پرسپولیس بازداشت شد.خبر آن لاین

## ۲۹ آوریل ۲۰۱۰
- انتشار پیام ویدئویی میرحسین موسوی در آستانه روز کارگر

میرحسین موسوی در آستانه روز معلم و کارگر با تبریک این روز، به نقش اساسی آنان در روند توسعه پرداخت و بار دیگر خاطر نشان کرد تنها راه تحقق خواسته های برحق معلمان، کارگران و همه اقشار ملت رجوع به قانون اساسی است.در این پیام ویدئویی که بمناسبت یازده اردیبهشت منتشر شد، میر حسین موسوی به اهمیت این روز در کشور و در سطح بین المللی پرداخت و خاطرنشان کرد : در حالی به این دو روز نزدیک می شویم که کشور دارای بحران سیاسی ، اقتصادی و اجتماعی وسیعی است که تک تک آنها در سرنوشت و گذران زندگی این دو قشر تاثیر مستقیم دارد.جرس ،کلمه ،پارلمان نیوز ،بی‌بی‌سی فارسی
- ایران از آزادی مشروط معصومی نژاد خبر داد

یکی از مقامهاي ایرانی از  آزادی مشروط حمید معصومی‌نژاد، خبرنگار تلویزیون ایران که به اتهام قاچاق اسلحه در ایتالیا بازداشت شده بود، خبر داد.بی‌بی‌سی فارسی
- ۶ رتبه سقوط در آزادی مطبوعاتی ایران

ایران در میان محدودترین کشورها از نظر آزادی مطبوعاتی، در سال ۲۰۰۹ با شش رتبه سقوط پس از کشورهایی مانند اریتره و گینه استوایی قرار گرفته‌است.این مطلب را گزارش تازه خانه آزادی که پیرامون وضعیت آزادی مطبوعات در میان کشورهای جهان تهیه شده اعلام کرده‌است.رادیو زمانه

## ۳۰ آوریل ۲۰۱۰
- کروبی:حاکمیت از مردم وحشت دارد

مهدی کروبی، چهره شاخص مخالف دولت می‌گوید که اقدامات اخیر حاکمیت در رابطه با زندانیان سیاسی نشان‌دهنده رعب و وحشت از حرکت‌های مردمی است.رادیو زمانه
- آغاز طرح ذخیره سازی روغن ، برنج ، گوشت و حبوبات در ایران

وزیر بازرگانی از انتخاب مباشران خرید کالاهای اساسی برای اجرای طرح ذخیره سازی ویژه هدفمند سازی یارانه‌ها خبر داد.به گزارش واحد مرکزی خبر ، مهدی غضنفری گفت وزارت بازرگانی طبق مصوبه دولت کار ذخیره سازی کالاهای اساسی از قبیل روغن ، برنج ، گوشت و حبوبات را آغاز کرده‌است و مباشران این طرح در حال دریافت تسهیلات بانکی هستند.خبر آن لاین
- قانونگذاران بلژیکی لایحه منع استفاده از برقع را تصویب کردند

پارلمان بلژیک رای به منع استفاده زنان از نقاب در اماکن عمومی داد. اگر این لایحه به تصویب سنا نیز برسد زنان نمی‌توانند در پارکها یا سایر اماکن عمومی از پوشش‌هایی استفاده کنند که شناسایی آنها را دشوار کند.در رای گیری روز پنجشنبه هیچ نماینده‌ای رای مخالف نداد.انتظار می‌رود سنای بلژیک نیز این لایحه را تصویب کند که به این ترتیب تا ژوئن یا ژوئیه آینده به قانون تبدیل خواهد شد.بی‌بی‌سی فارسی